# Mansión de Ērberģe
La Mansión de Ērberģe es una casa señorial en Ērberģe, parroquia de Mazzalve, municipio de Nereta, en la región histórica de Selonia, en Letonia.

## Historia
La mansión fue propiedad de Heinrich Zellem (Selle) y sus descendientes desde 1465 hasta el fin de la guerra de Livonia. En 1582 la mansión fue adquirida por Liddinghausen-Wolff mediante herencia. En 1686 fue comprada por Gothard Wilhelm von Fittinghof, cuya hija se casó con Alexander von Taube. Hasta la anexión del Ducado de Curlandia en 1795, la mansión perteneció a sus herederos. Antes de 1806, la Mansión de Ērberģe fue adquirida por la familia von Hahn, que construyó la mansión en estilo clásico en 1868, al mismo tiempo que construyeron la Mansión de Holmhof. Después de la expropiación de la mansión en la década de 1920, la familia del Barón von Hahn se instaló en las instalaciones del molino de Ērberģe. En el tiempo de la transferencia, la mansión tenía 1862 hectáreas y fue dividida entre 158 granjas. En las instalciones de la mansión entre 1922 y 1927 hubo una oficina de correos letona y desde 1930 una escuela elemental.
Al final de la II Guerra Mundial, un hospital militar del Ejército Rojo fue alojado en el edificio de la escuela en 1944. La escuela fue conectada a la red eléctrica en 1962, con calefacción central, tubería de agua y nueva instalación eléctrica en 1983.

## Parque inglés
El jardín inglés de la Mansión se localiza junto al río Dienvidsusēja. El parque cubre una superficie de 7,8 hectáreas. El puente de Marija que cruza el río Dienvidsusēja es también parte del complejo de la mansión. Hay un escenario en el parque que no forma parte del complejo.